# 普萊恩維尤 (內布拉斯加州)
普萊恩維尤（英語：Plainview）是位於美國內布拉斯加州皮爾斯縣的城市。

## 人口
根據2020年美國人口普查的數據，普萊恩維尤的面積為2.80平方千米，皆為陸地。當地共有人口1282人，而人口密度為每平方千米458人。